# Servignat
Servignat és un municipi francès situat al departament de l'Ain i a la regió d'Alvèrnia-Roine-Alps. L'any 2007 tenia 154 habitants.

## Demografia

### Població
El 2007 la població de fet de Servignat era de 154 persones. Hi havia 72 famílies de les quals 24 eren unipersonals (16 homes vivint sols i 8 dones vivint soles), 28 parelles sense fills i 20 parelles amb fills.
La població ha evolucionat segons el següent gràfic:
Habitants censats

### Habitatges
El 2007 hi havia 96 habitatges, 71 eren l'habitatge principal de la família, 12 eren segones residències i 14 estaven desocupats. 87 eren cases i 9 eren apartaments. Dels 71 habitatges principals, 55 estaven ocupats pels seus propietaris i 16 estaven llogats i ocupats pels llogaters; 2 tenien dues cambres, 13 en tenien tres, 31 en tenien quatre i 26 en tenien cinc o més. 62 habitatges disposaven pel capbaix d'una plaça de pàrquing. A 32 habitatges hi havia un automòbil i a 31 n'hi havia dos o més.

### Piràmide de població
La piràmide de població per edats i sexe el 2009 era:
| Homes | Edats   | Dones |
| ----- | ------- | ----- |
| 0     | 95 o +  | 0     |
| 0     | 90 a 94 | 0     |
| 4     | 85 a 89 | 4     |
| 0     | 80 a 84 | 4     |
| 4     | 75 a 79 | 4     |
| 12    | 70 a 74 | 4     |
| 0     | 65 a 69 | 0     |
| 4     | 60 a 64 | 4     |
| 4     | 55 a 59 | 4     |
| 4     | 50 a 54 | 12    |
| 20    | 45 a 49 | 4     |
| 0     | 40 a 44 | 8     |
| 0     | 35 a 39 | 0     |
| 4     | 30 a 34 | 0     |
| 8     | 25 a 29 | 0     |
| 0     | 20 a 24 | 4     |
| 4     | 15 a 19 | 0     |
| 0     | 10 a 14 | 0     |
| 0     | 5 a 9   | 0     |
| 0     | 0 a 4   | 0     |

## Economia
El 2007 la població en edat de treballar era de 92 persones, 66 eren actives i 26 eren inactives. De les 66 persones actives 64 estaven ocupades (36 homes i 28 dones) i 2 estaven aturades (1 home i 1 dona). De les 26 persones inactives 12 estaven jubilades, 4 estaven estudiant i 10 estaven classificades com a «altres inactius».

### Ingressos
El 2009 a Servignat hi havia 68 unitats fiscals que integraven 152 persones, la mediana anual d'ingressos fiscals per persona era de 14.390 €.

### Activitats econòmiques
Dels 3 establiments que hi havia el 2007, 1 era d'una empresa de fabricació d'altres productes industrials, 1 d'una empresa de construcció i 1 d'una empresa de serveis.
L'únic servei als particulars que hi havia el 2009 era un paleta.
L'any 2000 a Servignat hi havia 15 explotacions agrícoles que ocupaven un total de 567 hectàrees.

## Poblacions més properes
El següent diagrama mostra les poblacions més properes.